# ا برای اکستاسی
اِ برای اِکستاسی (انگلیسی: E for Ecstasy) کتابی است که توسط نیکولاس ساندرز نوشته شد و در مهٔ ۱۹۹۳ منتشر شد. این کتاب به تفصیل ماده روانگردان ام‌دی‌ام‌ای (اکستاسی) را شرح می‌دهد. و درباره کسانی که از آن استفاده می‌کنند و قوانین مربوط به آن توضیح میدهد، کتاب برگرفته از تجارب شخصی نویسنده است.
نسخهٔ بازنگری شدهٔ این کتاب با نام اکستاسی و فرهنگ رقص (۱۹۹۵) و اکستازی تجدید نظر شد (۱۹۹۷) منتشر شد. کتاب به صورت رایگان و آنلاین در دسترس است.